# 乔克沃欧马尼
乔克沃欧马尼，是匈牙利包尔绍德-奥包乌伊-曾普伦州所辖的一个村。总面积14.99平方公里，总人口862，人口密度57.5人/平方公里（2011年1月1日）。